# Phòng vệ hóa học

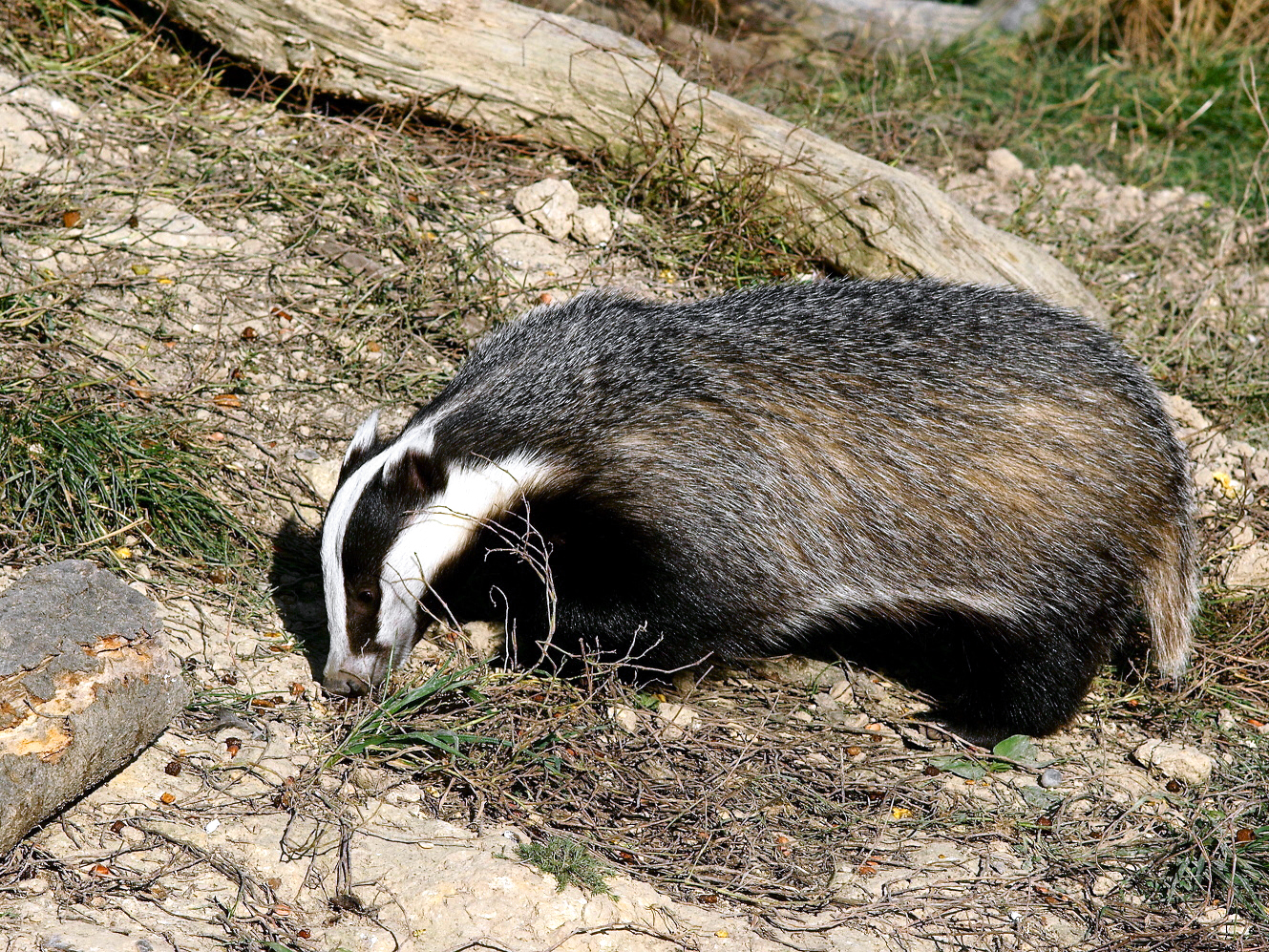
Lửng châu Âu (Meles meles) cũng có chứa những thành phần hóa học khiến chúng có mùi

Phòng vệ hóa học (Chemical defense) là một chiến lược sinh tồn của các sinh vật trong lịch sử sự sống được nhiều sinh vật sử dụng để tránh bị ăn thịt, bị tiêu thụ, bị tiêu diệt bằng cách tạo ra các chất chuyển hóa độc hại hoặc có tính chất xua đuổi. Việc sản xuất các hóa chất phòng vệ xảy ra ở thực vật, nấm và vi khuẩn, cũng như ở các loài động vật không xương sống và động vật có xương sống. Các loài động vật sử dụng mùi hôi làm vũ khí tấn công là khó báo trước vì có những loài động vật có khả năng tiết ra thứ chất lỏng có mùi khó chịu làm vũ khí bảo vệ bản thân trước kẻ thù. Những loài bị ăn thịt cũng tự bảo vệ bằng các chất độc từ các hợp chất hữu cơ và vô cơ đa dạng. 

## Tổng quan
Loại hóa chất được tạo ra bởi các sinh vật được coi là phòng vệ có thể được xem xét theo nghĩa chặt chẽ để chỉ áp dụng cho những chất hỗ trợ sinh vật thoát khỏi động vật ăn cỏ hoặc ăn thịt. Tuy nhiên, sự phân biệt giữa các loại tương tác hóa học là chủ quan và các hóa chất phòng vệ cũng có thể được xem xét trên quan điểm là để bảo vệ chống lại sự suy giảm sức khỏe do nguyên nhân sâu bệnh, ký sinh trùng và đối thủ cạnh tranh. Nhiều chất hóa học được sử dụng cho mục đích phòng thủ là chất chuyển hóa thứ cấp có nguồn gốc từ chất chuyển hóa sơ cấp phục vụ mục đích sinh lý trong cơ thể sinh vật. Các chất chuyển hóa thứ cấp do thực vật tạo ra sẽ được nhiều loại động vật chân đốt tiêu thụ và cô lập, và đến lượt nó, chất độc được tìm thấy ở một số loài lưỡng cư, rắn, và thậm chí cả chim có thể trở lại con mồi của động vật chân đốt. Có một loạt các trường hợp đặc biệt để coi sự thích nghi đối với động vật có vú cũng như khả năng phòng thủ hóa học.

## Ở động vật

### Loài thú

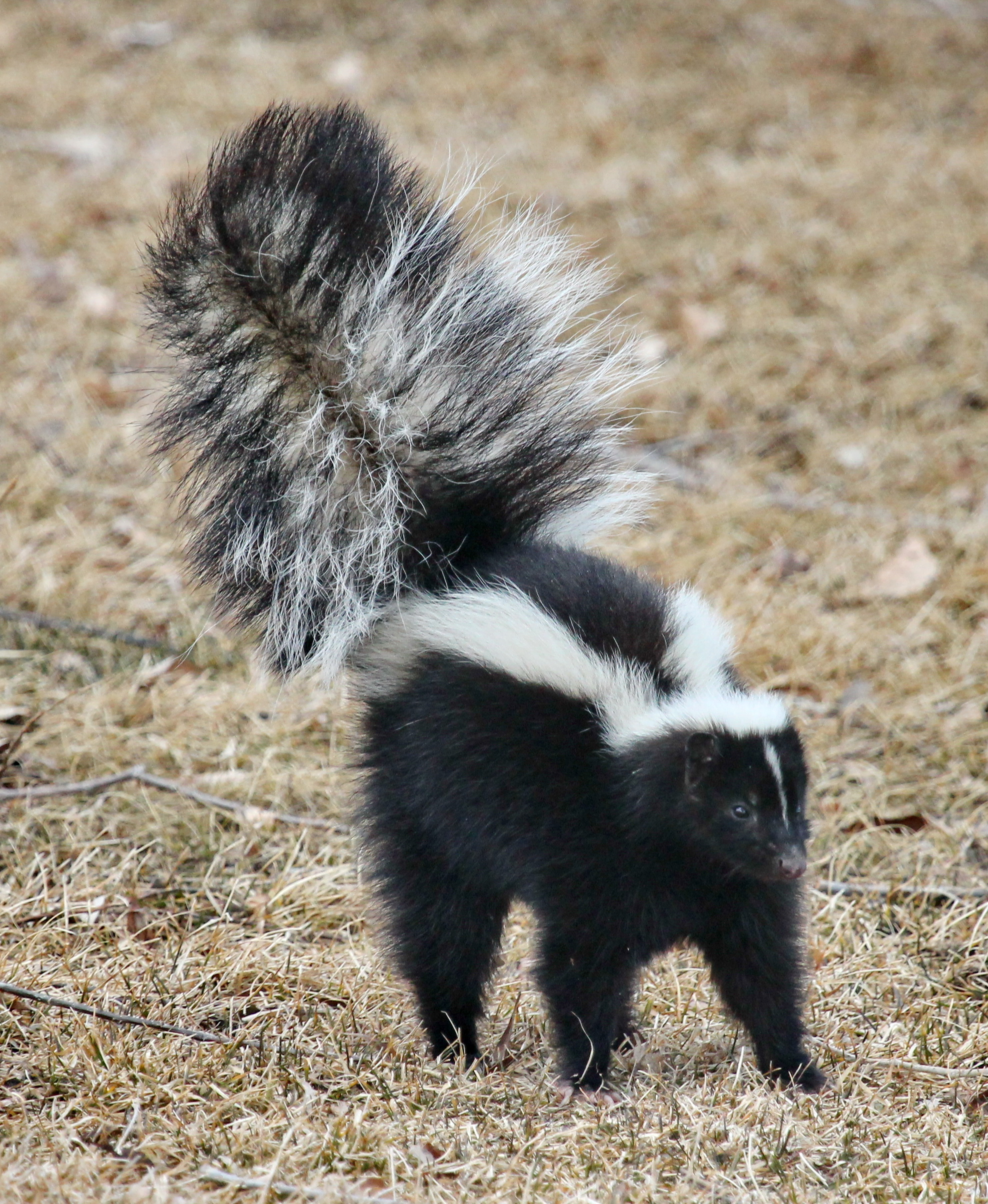
Một con chồn hôi chuẩn bị xì hơi

Chồn hôi là loài động vật nổi tiếng nhất sử dụng mùi hôi làm vũ khí. Chúng sản xuất khí độc từ hai tuyến ở hai bên hậu môn, thứ mùi đó khiến hầu hết các loài động vật ăn thịt không dám tới gần. Chồn hôi có hai tuyến dịch hôi ở phía dưới đuôi, đây chính là vũ khí tự vệ của chồn. Gặp kẻ thù, nó phóng ra một tia chất dịch ép rút lui. Một tia bảo vệ như vậy có thể bắn xa 3 m. Sức mạnh của các tia mang mùi khó chịu đó không gây thương tích, không có sức thẩm thấu nhưng chúng sẽ khiến đối phương ngạt thở. Nếu bị bắn trúng mắt, địch thủ có thể bị sức mạnh của tia làm mù tạm thời. Chất lỏng đó là một vũ khí lợi hại bởi mùi đó sẽ làm cho đối phương ngưng thở tạm thời, nếu trúng mắt có thể làm cho kẻ thù không nhìn thấy gì một lúc. Chúng không dùng mùi hôi này để chống lại những con chồn hôi khác, mà chỉ dùng để chống kẻ thù khác loài.
Chồn hôi sọc châu Phi có vẻ ngoài khá giống chồn hôi nhưng đây là hai loài động vật khác nhau. Sinh sống chủ yếu ở các thảo nguyên khô ở Châu Phi. Khi bị tấn công, chúng phun khí thải hôi thối qua đường hậu môn khiến đối phương tạm thời bị mù nếu trúng mắt, hoặc gây ra cảm giác nóng rát, đau đớn trên da. Cũng như chồn hôi, chúng có sọc trắng dễ dàng nhận biết để tránh xa. Lửng mật (Honey badger) có thể biến túi hậu môn từ trong ra ngoài, tạo thành mùi hôi đến nghẹt thở có tác dụng răn đe kẻ thù. Lửng lợn Đông Dương toàn thân có mùa hôi rất nặng, trên người luôn toát ra thứ mùi hôi khó chịu khiến mọi loài sống xung quanh đều né, mùi hôi của nó là vũ khí tự vệ hữu hiệu, nó thường xuyên vừa đi vừa xả hơi còn ghê hơn mùi hôi cố hữu, những con thú ăn thịt chỉ ngửi thấy mùi hôi lửng là bỏ qua (hôi như lửng lợn).

### Loài chim
Hải âu Fulmar phương Bắc (Fulmarus glacialis) có phương pháp tự vệ bằng cách nôn vào kẻ thù. Loài hải âu này có một vẻ ngoài khá hiền lành, tuy nhiên cách tự vệ của chúng đặc biệt. Khi cảm thấy bị đe dọa bởi bất cứ thứ gì dù là một con đại bàng hay chỉ là một chú chim lai vãng vô can chúng sẽ lập tức nôn thẳng vào kẻ xâm phạm. Chất lỏng này thực chất là một loại dung dịch giàu dinh dưỡng, được hải âu Fulmar sử dụng làm chất dinh dưỡng cho con non, hoặc là nguồn nhiên liệu cho cá thể trưởng thành khi phải di chuyển trên quãng đường dài. Tuy nhiên, bãi nôn của loài hải âu này lại có mùi cá chết vô cùng khó chịu, đồng thời làm dính lông khiến nạn nhân của chúng không bay nổi. Không chỉ vậy, khi nạn nhân của hải âu đáp xuống nước, chúng sẽ chết chìm vì chất nôn đã vô hiệu hóa chức năng phao cứu sinh của bộ lông.
Chim chào mào (chim đầu rìu) cũng có khả năng tiết ra mùi hôi, khả năng này bình thường được giữ kín, nhưng đến lúc sinh đẻ, nhằm giúp cho con cái ra đời bình an, chim mẹ đã thông qua tuyến hôi ở đuôi tiết ra một dịch lỏng màu nâu đen có mùi khó ngửi. Trong một khoảng thời gian, tổ chim có mùi khó thở, có một số động vật chuyên ăn trộm trứng chim, nhưng khi đối mặt với hoàn cảnh  như vậy cũng phải rút lui. Chim Woodhoopoe khị bị đe dọa, chúng có khả năng phun ra một loại dầu màu đen, có mùi hôi thối. Thứ vũ khí mùi vô cùng lợi hại giúp chim mẹ bảo vệ được đàn chim con của mình. Chim kền kền gà tây là loài chim kền kền phổ biến nhất Bắc Mỹ này nôn mửa khi bị đe dọa. Kền kền gà tây không có tuyến chuyên sản xuất thứ mùi hôi thối mà chúng nôn thức ăn của bữa cuối cùng trong dạ dày ra đầy quanh tổ để tự vệ. Do kền kền thường ăn những loại thức ăn thối rữa, xác thịt động vật chết nên những bãi nôn của chúng có mùi rất kinh khủng, việc này đóng vai trò như sự xua đuổi kẻ thù bằng mùi.

### Côn trùng
Đối với bọ xít, được mệnh danh là "Hoàng hậu hôi", miệng tuyến hôi của nó nằm ở bụng, bình thường dùng để phòng chống kẻ địch. Khi chúng sinh con thì mùi hôi này có thể hình thành một vòng hôi xung quanh ấu trùng, như một bức tường bảo vệ con cái khỏi sự xâm hại của kẻ thù. Bọ xít thuộc họ côn trùng có hai tuyến trên ngực tiết ra thứ mùi khó chịu ngăn chặn sự tấn công của những kẻ săn mồi. Nhiều vùng vẫn coi đây là món ăn hấp dẫn tuyệt vời, tuy nhiên dù có bịt mũi mùi hương của bọ xít cũng khó lẫn vào đâu. Bọ cánh cứng Bombardier Beetle là một trong những loài có mùi hôi thối đáng sợ, khi bị quấy rầy, nó phun chất lỏng, sôi nóng và có mùi hôi thối vào kẻ thù với độ chính xác, chất lỏng được tạo ra từ phản ứng hóa học, nhiệt lượng đạt tới độ sôi của nước, do đó gây ăn mòn da và đau đớn, loài bọ này có khả năng phun chất độc trên một phạm vi rộng.
Sâu tai Earwig có khả năng phun ra tia nước tiểu một màu mùi hôi thối để tấn công kẻ thù, chúng cũng có thể vừa phun chất lỏng vừa sử dụng những chiếc càng cùng một lúc, đối với những sinh vật nhỏ khác, sự ghê rợn lại nằm ở những chất hóa học được phun xịt từ bụng loài sinh vật này, để thuận tiện, sâu tai cũng hướng phun xịt hóa chất về phía đôi càng của nó. Cuốn chiếu có thể tiết ra chất lỏng có mùi hôi thông qua các lỗ nhỏ gọi là ozopore nằm dọc hai bên cơ thể. Chất lỏng tiết ra có khả năng làm bỏng da kẻ thù khi tiếp xúc. Sâu bướm có cách phòng thủ khá hiệu quả khi một con kiến đang cố gắng gặm nhấm con sâu bướm có tên khoa học Dalcerides ingenita, tuy nhiên, kẻ tấn công rốt cuộc sẽ bị "khâu" miệng bởi lớp phủ keo dính trên các mụn cóc của con sâu bướm.

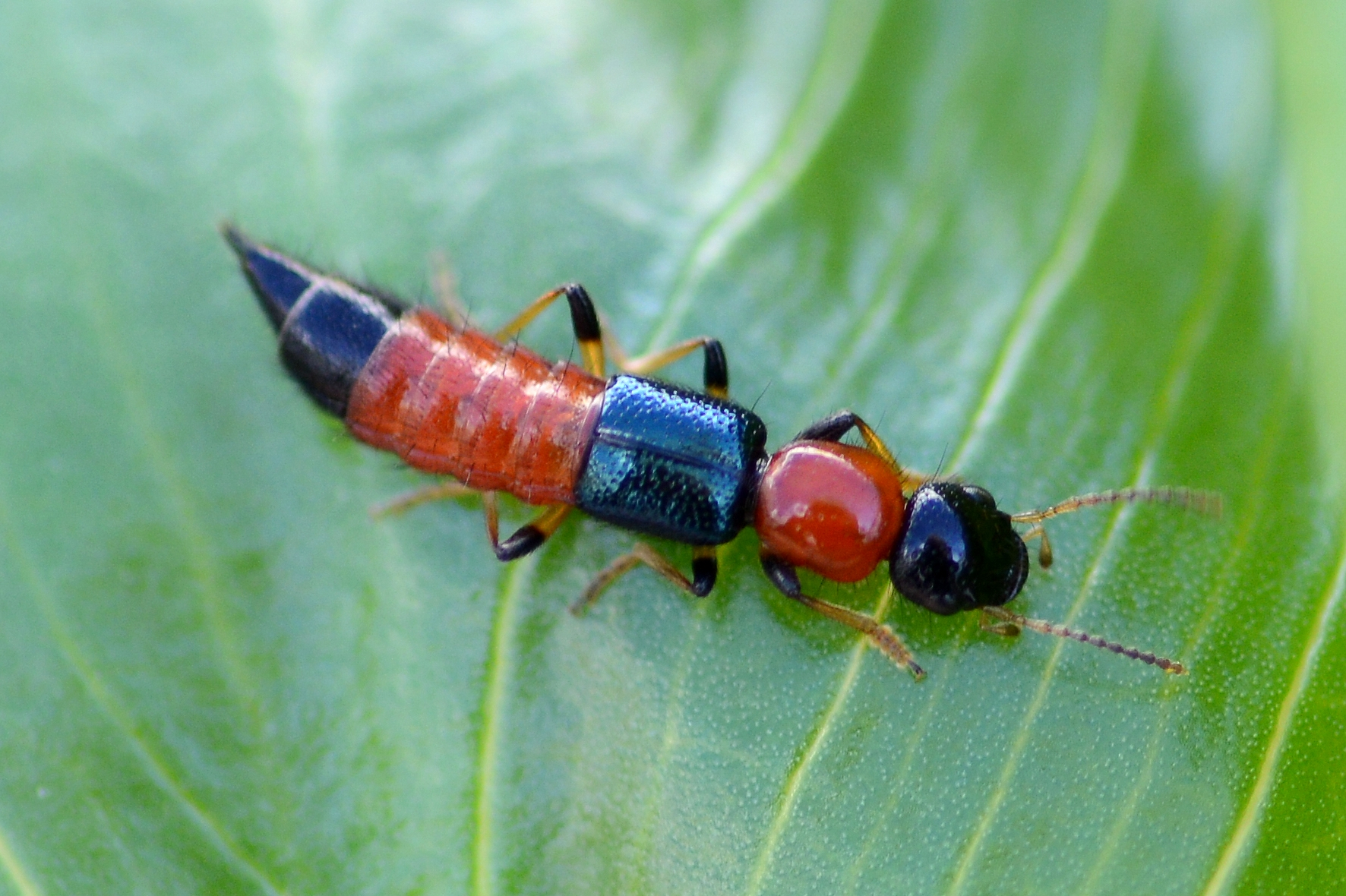
Kiến ba khoang là côn trùng có chứa các chất hóa học

Kiến ba khoang là loài côn trùng có thân thon dài, các khoang đen-vàng cam xen kẽ, có kích thước lớn hơn nhiều so với loại kiến đỏ, kiên gió, chúng có 3 đôi chân, bụng có đốt, trong đó có một đốt màu đỏ. Trong dịch cơ thể của kiến ba khoang có chứa pederin là một loại chất độc có thể làm da bị phỏng rộp, đỏ tấy, viêm lở, độc tính kiến ba khoang gây phồng rộp khó chịu, nặng hơn có thể máu mủ, loét, phù nề, gây sốt, thậm chí hoại tử, những vết thương thường là một thương tổn ở một hoặc hai bên, viêm đỏ giống như vết cào xước, có xu hướng tạo thành vệt dài.
Một số kiến thợ thành kiến bảo vệ tổ, chúng tăng trưởng rất nhanh và giúp bảo vệ tổ bằng cách tiêm, cắn axit vào kẻ thù, ngoài ra một con kiến Camponotus saundersi khi bị đe dọa có thể sẽ khiến con mồi phải chết vì loài kiến nổ Malaysia này có chất độc khắp cơ thể, khi bị đe dọa, chúng sẽ phồng thân thể và tự phát nổ. Việc nổ tự sát sẽ khiến chất độc dính vào người đối thủ. Kẻ đi săn có thể sẽ gặp khó khăn, thậm chí có thể bị chất độc ăn mòn. Những kiến thợ không thể tái tạo lại cơ thể thì nổ tự sát để bảo vệ đồng loại, chúng mang theo các túi độc, tiết một chất độc hại dẻo dính khỏi cơ thể trước khi phát nổ và chết.
Vinegaroon (Mastigoproctus giganteus) có vẻ ngoài trông khá giống bọ cạp nhưng cái đuôi phía sau của nó có tác dụng như ăng ten định hướng, không dùng để tấn công, sinh vật này có thể phóng đi một lượng dung dịch axít axetic đậm đặc (thành phần gây chua ở giấm) thông qua các lỗ tuyến ở cuối chiếc đuôi mà nó có thể trỏ về bất kỳ hướng nào với độ chính xác cao. Chất dịch tiết ra sẽ xua đuổi kiến, chuột và những động vật săn mồi khác. Bọ cánh cứng lặn (Thermonectus marmoratus) nếu bị tấn công thì những con bọ cánh cứng này sẽ tiết ra các steroid độc hại đối với cá và động vật lưỡng cư. Gián rừng Florida (Eurycotis floridana) trong bụng của nó là một tuyến sản sinh ra chất bài tiết với 40 thành phần, bao gồm cả axit, ête và chất bốc mùi hôi thối. Loài gián rừng Florida có thể phun chất bài tiết khó chịu này xa tới 15 cm hoặc hơn, chuột và thằn lằn đều không thích điều này.

### Loài khác
Cá mực thuộc loài động vật nhuyễn thể, đặc điểm lớn nhất của nó là trong bụng có "nang" chứa đầy mực. Nếu phải rút lui trước kẻ thù, con mực liền nhanh chóng dùng một cái "ống nước" phun nước và lùi dần để đề phòng kẻ thù đuổi theo, nó phun ra một chất lỏng đen như mực để làm đục nước. Chất nước đen như mực này cũng được con người chế thành thuốc nhuộm màu nâu. Mực trong bụng cá mực là một loại vũ khí để tự vệ. Bình thường, cá mực ở biển lớn chuyên lấy tôm cá nhỏ làm thức ăn. Một khi có kẻ thù hung hãn nào vồ lấy thì cá mực sẽ lập tức phun một dòng mực từ trong nang, làm cho nước biển xung quanh nhuộm đen. Trong màn khói màu đen này nó sẽ chuồn và trốn chạy nhanh chóng.
Một số loài như sên trần hay sên dẹp (sên không vỏ, có nơi gọi là sâu nhớt hay con bà chằng) thuộc loài sống trên cạn cùng họ ốc sên, sống trong vùng khí hậu ẩm ướt, thường gây hại cây trồng trong vườn, cây trồng quanh nhà, Chúng di chuyển bằng cách trượt trên chất nhớt do khối chân cơ tiết ra. Khi gặp nguy hiểm, ốc Sên thu mình vào trong vỏ Ốc còn Sên lại tiết ra chất nhớt có độc để tấn công lại, nhớt của nó khá ngứa, đây là cách phòng thủ khá hiệu quả để chống lại những con kiến hay bâu lại cắn xé nó. Rắn King ratsnake còn được gọi là rắn bốc mùi hay nữ thần hôi thối. Tuyến sau hậu môn của con vật sản xuất ra thứ mùi hôi, hăng mạnh và có khả năng phát tán ra rộng khắp. Cũng như nhiều loài có mùi hương khó chịu, rắn sử dụng mùi như một cơ chế bảo vệ cơ thể.

## Ở thực vật

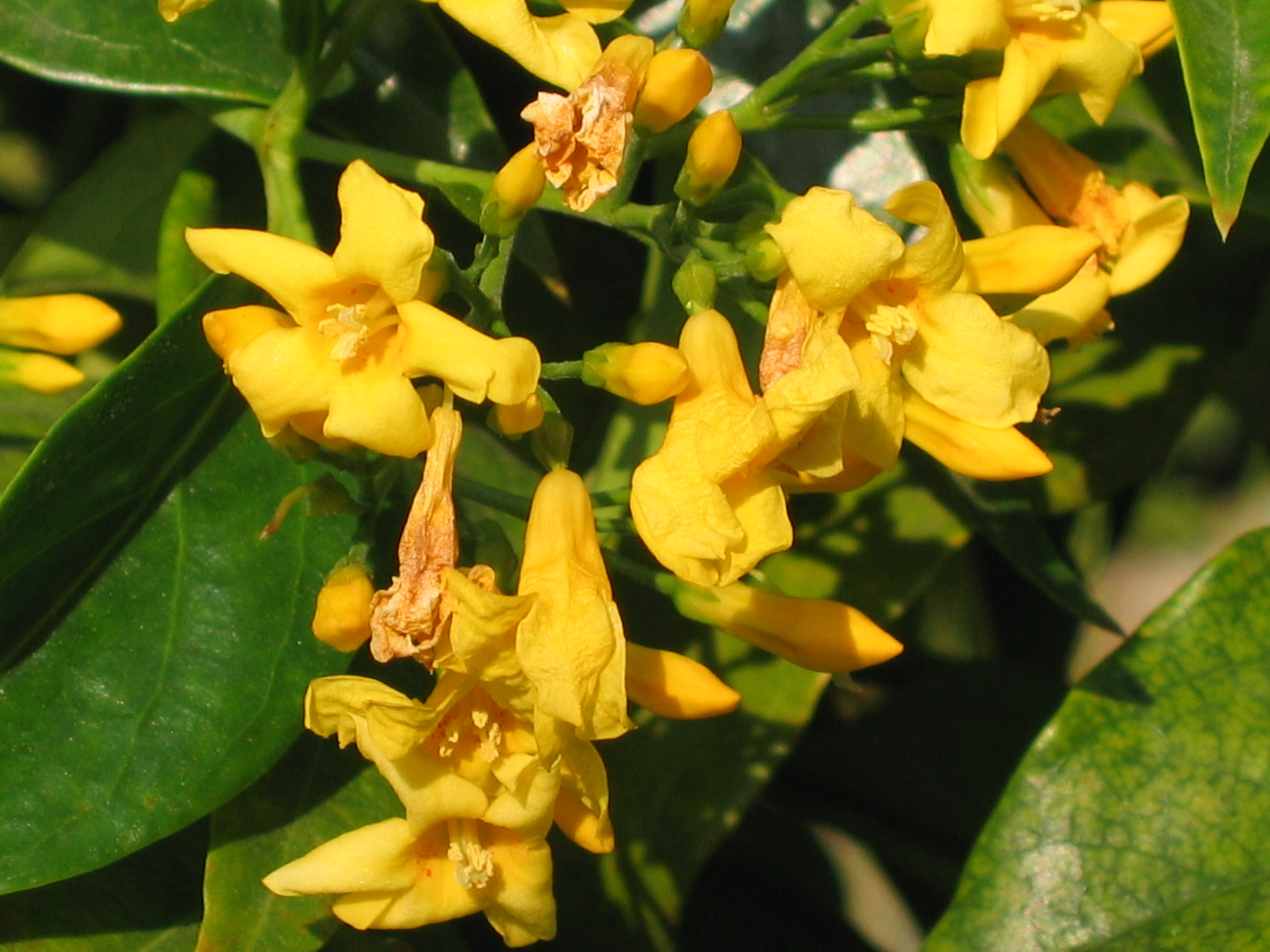
Hoa và lá của cây lá ngón

Để chống lại và xua đuổi các loài ăn cây cỏ, các loài thực vật đã tiến hóa cơ chế phòng vệ bằng hóa học, trong đó chúng tự tiết ra các chất hóa học, chất độc trong lá, cành của chúng. Những ví dụ có thể kể đến như lá ngón là loài cây có chứa độc tố mạnh, ộc tính của lá ngón là do các ancaloit chứa trong toàn bộ cây, trật tự độc giảm từ rễ, lá, hoa, quả và thân cây. Tới 17 đơn phân ancaloit đã được chiết ra từ lá ngón như koumin, gelsenicin, gelsamydin I, gelsemoxonin, 19α-hydroxygelsamydin, trong đó hàm lượng koumin là cao nhất còn độc tính của gelsenicin tính theo LD50 trên chuột là cao nhất.
Ngoài ra, người Cơ Tu gọi một loài cây là Pachac thường mọc gần suối, cây Pachac thân cây nó thẳng, vỏ cây dày, dễ bóc vỏ, người ta sẽ dùng rựa bắt đầu cứa xung quanh gốc cây một vòng, sau đó tiếp tục lên phía trên, dùng đầu rựa rạch một lối từ trên xuống dưới và bóc vỏ Pachac và giã ra bỏ vào dòng suối thì nước chảy đến đâu thì sau chừng 3-5 phút cá chao lượn lên mặt nước, thậm chí ếch, nhái, cua cũng ngoi lên bờ vì vỏ Pachac giã nhỏ rất cay, nước chảy đến đâu cá sẽ nổi lên đến đó, nếu giã đậm đặc, cá bị nổ con mắt
Người ta còn biết đến quả thàn mát màu xanh nâu hình dạng hệt thanh đao, khi tách ra mỗi quả chỉ có một hạt to tròn như nút áo bông, giữa có hình thâm bán nguyệt, hột thàn mát càng to, càng già thì càng độc vì trong bản thân chúng có chứa độc dược hóa học cao, khi dùng chày sắt giã nát đem lên thượng nguồn suối, eo, lạch đổ ra hồ, trên mặt nước nổi lớp bọt trắng xóa như xà phòng, càng vò kỹ càng nhiều bọt, bọt theo con nước trôi xuôi hạ nguồn, đến đâu cá, tôm, cua, ếch chết nổi lên đến đó. Sau 15-20 phút, chủ nhân phải có mặt nơi hạ nguồn (cách 1–2 km) để cầm vợt vớt những con cá chết. Cũng tùy mức đánh nặng, nhẹ thì cá to chết tại chỗ hay say lừ đừ, chết muộn.